# Teorema de Stolz-Cesàro
Em matemática, o teorema de Stolz–Cesàro, denominado em homenagem aos matemáticos Otto Stolz e Ernesto Cesàro, é um critério para provar a convergência de uma sequência.
Seja  {\displaystyle (a_{n})_{n\geq 1}} e  {\displaystyle (b_{n})_{n\geq 1}} duas sequências de números reais. Suponha que {\displaystyle b_{n}} é estritamente crescente, ilimitada e que o seguinte limite existe:
{\displaystyle \lim _{n\to \infty }{\frac {a_{n+1}-a_{n}}{b_{n+1}-b_{n}}}=\ell .\ }
Então, o limite
{\displaystyle \lim _{n\to \infty }{\frac {a_{n}}{b_{n}}}\ }
também existe e é igual a ℓ. 
A forma geral do teorema de Stolz–Cesàro é o seguinte (veja http://www.imomath.com/index.php?options=686): Se {\displaystyle (a_{n})_{n\geq 1}} e {\displaystyle (b_{n})_{n\geq 1}} são duas sequências tal que {\displaystyle b_{n}} é monótona e ilimitada, então:
{\displaystyle \liminf _{n\to \infty }{\frac {a_{n+1}-a_{n}}{b_{n+1}-b_{n}}}\leq \liminf _{n\to \infty }{\frac {a_{n}}{b_{n}}}\leq \limsup _{n\to \infty }{\frac {a_{n}}{b_{n}}}\leq \limsup _{n\to \infty }{\frac {a_{n+1}-a_{n}}{b_{n+1}-b_{n}}}.}

O Teorema de Stolz–Cesàro pode ser visto como uma generalização da Cesàro mean, mas também como uma  l'Hôpital's rule para sequências.  O caso ∞/∞ foi provado nas páginas 173—175 do livro de Stolz de 1885, e também na página 54 do artigo de Cesàro de 1888. Apareceu como o Problema 70 em Pólya and Szegö.